# Ángel Mariscal
Ángel Mariscal Beuba (San Sebastián, 11 agosto 1904 – 20 marzo 1979) è stato un calciatore spagnolo, di ruolo attaccante.

## Carriera

### Club
Ha sempre giocato nel campionato spagnolo. Ha dedicato la sua carriera al Real Sociedad, dove ha giocato dal 1924 al 1931. Durante la sua permanenza nel club basco, Mariscal si è distinto come uno degli attaccanti più efficaci, accumulando 47 presenze e segnando 9 gol. La sua abilità nel finalizzare le occasioni e la sua presenza fisica in attacco lo resero un giocatore fondamentale per la Real Sociedad. Dopo una carriera di successo a livello di club, Mariscal concluse la sua carriera da calciatore nel 1931.

### Nazionale
Ha collezionato due presenze con la propria Nazionale. Mariscal ebbe anche l'opportunità di vestire la maglia della nazionale spagnola nel 1928, collezionando due presenze e segnando un gol. Sebbene la sua carriera internazionale sia stata breve, il suo contributo al calcio spagnolo rimane significativo. 